# Gudurica
Gudurica (izvirno srbsko Гудурица, nemško Kudritz; madžarsko Temeskutas) je naselje v Srbiji, ki upravno spada pod Občino Vršac; slednja pa je del Južnobanatskega upravnega okraja. Naselje leži ob vznožju Guduriškega vrha, ki je najvišji vrh Vojvodine.
Gudurica je znana predvsem kot vinorodni okoliš in ena najbolj vzhodnih slovenskih vasi v nekdanji Jugoslaviji. Slovenski kolonisti so se kot prvi naselili po drugi svetovni vojni v izpraznjeno nemško vas. 

## Zgodovina

### Ustanovitev naselja
Naselje Kudritz (srbsko: Gudurica) so ustanovili nemški kolonisti v 16. stoletju, po porazu Turkov, na zamočvijenem ozemlju južnega Banata, ki je takrat spadal pod Madžarsko. Prvi prebivalci so prišli v Gudurico iz področja reke Mosel v zahodni Nemčijo in Alzacije med letoma 1719 in 1728. To območje je bilo izropano med vladavino Turkov, zato so prvi kolonisti težko živeli. 
Nemci so na tem področju živeli do leta 1944, ko so sovjetske in jugoslovanske sile osvobodile ozemlje Banata. Mnogi nemci so bili med vojno nasilno odpeljani v delovna taborišča, ostali nemški prebivalci pa so se morali izselili po vojni v letu 1945.

### Naselitev Slovencev v Gudurici po drugi svetovni vojni
V izpraznjeno vas so se najprej naselili Slovenci, ki so leta 1946 kot kolonisti preseljeni iz različnih koncev Slovenije v Vojvodinski Banat v Srbiji. V celotni Banat se je iz Slovenije naselilo v letih po drugi svetovni vojni 575 slovenskih družin z 2353 družinskimi člani. Od tega se jih je v Gudurico naselilo kar 161 družin z 721 družinskimi člani. Gudurica je tako postala največja Slovenska vas v Vojvodini. Tako imenovani Slovenski kolonisti so s seboj pripreljali večino kar so potrebovali za prvo leto živjenja v novi domovini. Ob prihodu v vas jim je bila dodeljane hiša v kateri so si ustvarili svoj novi dom. Družili so se ob praznikih v Domu kulture ob vinu in zvokih harmonike. Slovenci so ulice v vasi poimenovali po slovenskih pesnikih in pisateljih, tako so še danes Cankarjeva, Prešernova, Župančičeva ulica, Komandanta Staneta, Gradnikova itd. V Gudurici so že leta 1946 ustanovili prvi, drugi, tretji in četrti razred slovenske osnovne šole z okrog 60 učenci. Ti oddelki so obstajali vse do leta 1955, ko so jih zaradi pomanjkanja slovenskih učiteljev ukinili. 
Zaradi potreb po delovni sili v podržavljenih Vršačkih vinogradih so se pričeli v Gudurico naseljevati tudi kolonisti iz Srbije, Makedonije, Črne gore, Hrvaške in drugih krajev nekdanje Jugoslavije.

## Demografija
V naselju živi 1020 polnoletnih prebivalcev, pri čemer je njihova povprečna starost 40,3 let (38,8 pri moških in 41,7 pri ženskah). Naselje ima 430 gospodinjstev, pri čemer je povprečno število članov na gospodinjstvo 2,94.
To naselje je, glede na rezultate popisa iz leta 2002, v glavnem srbsko, a v času zadnjih treh popisov je opazno zmanjšanje števila prebivalcev.
|  |

| Demografija | Demografija     | Demografija     |
| Leto        | Št. prebivalcev | Št. prebivalcev |
| ----------- | --------------- | --------------- |
|             |                 |                 |
|             |                 |                 |
|             |                 |                 |
|             |                 |                 |
| 1948        | 1474            |                 |
| 1953        | 2024            |                 |
| 1961        | 2105            |                 |
| 1971        | 1560            |                 |
| 1981        | 1448            |                 |
| 1991        | 1338            | 1208            |
| 2002        | 1339            | 1267            |
|             |                 |                 |

| Etnična sestava po popisu iz leta 2002 | Etnična sestava po popisu iz leta 2002 | Etnična sestava po popisu iz leta 2002 | Etnična sestava po popisu iz leta 2002 | Etnična sestava po popisu iz leta 2002 |
| -------------------------------------- | -------------------------------------- | -------------------------------------- | -------------------------------------- | -------------------------------------- |
| Srbi                                   | Srbi                                   |                                        | 839                                    | 66,21%                                 |
| Makedonci                              | Makedonci                              |                                        | 133                                    | 10,49%                                 |
| Madžari                                | Madžari                                |                                        | 44                                     | 3,47%                                  |
| Slovenci                               | Slovenci                               |                                        | 38                                     | 2,99%                                  |
| Jugoslovani                            | Jugoslovani                            |                                        | 37                                     | 2,92%                                  |
| Romi                                   | Romi                                   |                                        | 35                                     | 2,76%                                  |
| Romuni                                 | Romuni                                 |                                        | 31                                     | 2,44%                                  |
| Hrvati                                 | Hrvati                                 |                                        | 27                                     | 2,13%                                  |
| Črnogorci                              | Črnogorci                              |                                        | 9                                      | 0,71%                                  |
| Muslimani                              | Muslimani                              |                                        | 5                                      | 0,39%                                  |
| Nemci                                  | Nemci                                  |                                        | 3                                      | 0,23%                                  |
| Slovaki                                | Slovaki                                |                                        | 2                                      | 0,15%                                  |
| Albanci                                | Albanci                                |                                        | 2                                      | 0,15%                                  |
| Čehi                                   | Čehi                                   |                                        | 1                                      | 0,07%                                  |
| Ukrajinci                              | Ukrajinci                              |                                        | 1                                      | 0,07%                                  |
| Neznano                                | Neznano                                |                                        | 24                                     | 1,89%                                  |

## Društva

### Društvo Slovencev "Kula"
Društvo Slovencev "Kula" iz Vršca, ki deluje tudi v vasi Gudurica je bilo ustanovljeno 3. septembra 2004. V društvu je učlanjeno preko 50 članov iz Gudurice. Glavni namen društva je učenje slovenskega jezika in kulture, izdaja društvenega Biltena ter sodelovanje z organizacijami in društvi v Srbiji in Sloveniji. Banatski Slovenci iz Gudurice in Vršca so člani, v letu 2010 ustanovlejnega, Nacionalnega sveta slovenske manjšine v Republiki Srbiji. 
Društvo je v letih 2007 in 2008 samo organiziralo tečaje slovenščine, ki so bili zelo dobro sprejeti. V letu 2009 pa je pričel v Gudurici in Vršcu dopolnilni pouk slovenščine pod okriljem Ministrstva za šolstvo in šport Republike Slovenije. Dopolnilni pouk slovenščine v Gudurici poteka v osnovni šoli, obiskujejo pa ga predvsem mlajši.

## Slovenski dokumentarni film o Gudurici
Dokumentarni film "Gudurica, Evropa v malem", je posnel [Milorad Čadež]] v produkciji RTV Slovenija. Premiera dokumentarnega filma je bila 16. decembra 2010 v Vršcu. Dokumentarni film predstavlja zgodbe in anekdote prebivalcev Gudurice.